# Mordella ogloblini
Mordella ogloblini es una especie de coleóptero de la familia Mordellidae. Fue descubierta en el 1930.

## Distribución geográfica
Habita en Argentina.